# SMASH
SMASH fue una promoción de lucha libre profesional japonesa fundada el 2 de febrero de 2010 por Akira Shoji, Masakazu Sakai, TAJIRI y Yuji Shimada. SMASH realizó la mayoría de ellos desde el Korakuen Hall, ubicado en Bunkyō, Tokio. El 14 de marzo de 2012 se realizó su último evento como promoción activa. Luego de este evento, TAJIRI creó una nueva promoción con las bases de SMASH, la cual fue llamada Wrestling New Classic. Durante su existencia, SMASH mantuvo una relación de trabajo con la promoción finlandesa de lucha libre profesional Fight Club Finland.

## Historia
SMASH se creó tras la quiebra en 2009 de Hustle. Ese año, la empresa empezó a tener problemas económicos, que derivaron en la cancelación de varios eventos. Después de planear una reestructura de la empresa, un gran número de luchadores y directivos empezaron un nuevo proyecto, SMASH. SU primer evento fue el 26 de marzo de 2010. 
Smash tenía tres divisiones: lucha libre profesional, artes marciales mixtas y kickboxing. La lucha libre fue liderada por el luchador Yoshihiro Tajiri, mientras que Akira Shoji hacía lo mismo con las MMA. Yuji Shimada lideró la supervisión de todo el proyecto. Además, tuvo varios intercambios con la empresa finlandesa Fight Club Finland. 
En abril de 2011, se anunció que Deep y la división de MMA de SMASH habían formado una promoción amateur, llamada Japan MMA League (JML).
El 10 de febrero de 2012, se anunció que la empresa llegaría a su fin tras el evento del 14 de marzo, después de un desacuerdo entre Tajiri y el grupo financiero (Quantum Jump Japan CEO) Masakazu Sakai. El 5 de abril de 2012, Tajiri anunció la promoción de seguimiento de Smash, Wrestling New Classic, que celebraría su primer evento el 26 de abril. El 1 de junio de 2012, Sakai compró Pancrase, incorporando oficialmente la división de MMA de SMASH a la promoción y reafirmando su acuerdo con Deep en JML.

## Campeonatos

### SMASH Championship
El SMASH Championship o Campeonato de SMASH fue el campeonato de mayor importancia dentro de la empresa. El primer campeón se decidió mediante un torneo, siendo StarBuck el ganador. El segundo campeón, Finlay dejó el título vacante 19 de febrero de 2012. Tras esto, se mantuvo sin campeón hasta que la empresa cerró.

#### Torneo
El torneo para coronar al primer campeón se duró cinco meses y cinco eventos. El 9 de junio y el 15 de julio de 2011 se efectuó el primer round en Smash.18 y Smash.19, el segundo round fue el 11 de agosto en Smash.20, las semifinales el 8 de septiembre en Smash.21, y la final el 28 de octubre en Smash.22.
|  | Primera ronda    | Primera ronda |          |                  | Cuartos de final | Cuartos de final |  |        | Semifinales | Semifinales |  |        | Final | Final |  |
|  |                  |               |          |                  |                  |                  |  |        |             |             |  |        |       |       |  |
|  |                  |               |          |                  |                  |                  |  |        |             |             |  |        |       |       |  |
|  | Shinya Ishikawa  | Pin           |          |                  |                  |                  |  |        |             |             |  |        |       |       |  |
|  | Shinya Ishikawa  | Pin           |          |                  |                  |                  |  |        |             |             |  |        |       |       |  |
|  | Yusuke Kodama    | 7:51          |          |                  |                  |                  |  |        |             |             |  |        |       |       |  |
|  | Yusuke Kodama    | 7:51          |          | Shinya Ishikawa  | 9:27             |                  |  |        |             |             |  |        |       |       |  |
|  |                  |               |          | Shinya Ishikawa  | 9:27             |                  |  |        |             |             |  |        |       |       |  |
|  |                  |               | TAJIRI   | Pin              |                  |                  |  |        |             |             |  |        |       |       |  |
|  | FUNAKI           | 7:53          | TAJIRI   | Pin              |                  |                  |  |        |             |             |  |        |       |       |  |
|  | FUNAKI           | 7:53          |          |                  |                  |                  |  |        |             |             |  |        |       |       |  |
|  | TAJIRI           | Pin           |          |                  |                  |                  |  |        |             |             |  |        |       |       |  |
|  | TAJIRI           | Pin           |          |                  |                  |                  |  | TAJIRI | Pin         |             |  |        |       |       |  |
|  |                  |               |          |                  |                  |                  |  | TAJIRI | Pin         |             |  |        |       |       |  |
|  |                  |               | AKIRA    | 19:41            |                  |                  |  |        |             |             |  |        |       |       |  |
|  | AKIRA            | DQ            | AKIRA    | 19:41            |                  |                  |  |        |             |             |  |        |       |       |  |
|  | AKIRA            | DQ            |          |                  |                  |                  |  |        |             |             |  |        |       |       |  |
|  | Takashi Iizuka   | 8:37          |          |                  |                  |                  |  |        |             |             |  |        |       |       |  |
|  | Takashi Iizuka   | 8:37          |          | AKIRA            | Pin              |                  |  |        |             |             |  |        |       |       |  |
|  |                  |               |          | AKIRA            | Pin              |                  |  |        |             |             |  |        |       |       |  |
|  |                  |               | Zeus     | 7:55             |                  |                  |  |        |             |             |  |        |       |       |  |
|  | Yoshiaki Yago    | 4:17          | Zeus     | 7:55             |                  |                  |  |        |             |             |  |        |       |       |  |
|  | Yoshiaki Yago    | 4:17          |          |                  |                  |                  |  |        |             |             |  |        |       |       |  |
|  | Zeus             | Pin           |          |                  |                  |                  |  |        |             |             |  |        |       |       |  |
|  | Zeus             | Pin           |          |                  |                  |                  |  |        |             |             |  | TAJIRI | 15:12 |       |  |
|  |                  |               |          |                  |                  |                  |  |        |             |             |  | TAJIRI | 15:12 |       |  |
|  |                  |               | StarBuck | Pin              |                  |                  |  |        |             |             |  |        |       |       |  |
|  | Hajime Ohara     | Pin           | StarBuck | Pin              |                  |                  |  |        |             |             |  |        |       |       |  |
|  | Hajime Ohara     | Pin           |          |                  |                  |                  |  |        |             |             |  |        |       |       |  |
|  | Último Dragón    | 17:20         |          |                  |                  |                  |  |        |             |             |  |        |       |       |  |
|  | Último Dragón    | 17:20         |          | Hajime Ohara     | 9:32             |                  |  |        |             |             |  |        |       |       |  |
|  |                  |               |          | Hajime Ohara     | 9:32             |                  |  |        |             |             |  |        |       |       |  |
|  |                  |               | VENENO   | Pin              |                  |                  |  |        |             |             |  |        |       |       |  |
|  | Takuya Kito      | 7:02          | VENENO   | Pin              |                  |                  |  |        |             |             |  |        |       |       |  |
|  | Takuya Kito      | 7:02          |          |                  |                  |                  |  |        |             |             |  |        |       |       |  |
|  | VENENO           | Pin           |          |                  |                  |                  |  |        |             |             |  |        |       |       |  |
|  | VENENO           | Pin           |          |                  |                  |                  |  | VENENO | 13:25       |             |  |        |       |       |  |
|  |                  |               |          |                  |                  |                  |  | VENENO | 13:25       |             |  |        |       |       |  |
|  |                  |               | StarBuck | Pin              |                  |                  |  |        |             |             |  |        |       |       |  |
|  | Genichiro Tenryu | Pin           | StarBuck | Pin              |                  |                  |  |        |             |             |  |        |       |       |  |
|  | Genichiro Tenryu | Pin           |          |                  |                  |                  |  |        |             |             |  |        |       |       |  |
|  | Michael Kovac    | 5:56          |          |                  |                  |                  |  |        |             |             |  |        |       |       |  |
|  | Michael Kovac    | 5:56          |          | Genichiro Tenryu | 7:33             |                  |  |        |             |             |  |        |       |       |  |
|  |                  |               |          | Genichiro Tenryu | 7:33             |                  |  |        |             |             |  |        |       |       |  |
|  |                  |               | StarBuck | Pin              |                  |                  |  |        |             |             |  |        |       |       |  |
|  | StarBuck         | Bye           | StarBuck | Pin              |                  |                  |  |        |             |             |  |        |       |       |  |
|  | StarBuck         | Bye           |          |                  |                  |                  |  |        |             |             |  |        |       |       |  |
|  |                  | *             |          |                  |                  |                  |  |        |             |             |  |        |       |       |  |
|  |                  |               |          |                  |                  |                  |  |        |             |             |  |        |       |       |  |
|  |                  |               |          |                  |                  |                  |  |        |             |             |  |        |       |       |  |

- StarBuck ganó un torneo de 8 hombres en Fight Club Finland (FCF) para avanzar a la segunda ronda.

#### Lista de campeones
| Luchador:   | Reinado N°: | Derrotó a:                     | Fecha:                  | Show o Evento: |
| ----------- | ----------- | ------------------------------ | ----------------------- | -------------- |
| StarBuck    | 1           | Tajiri                         | 28 de octubre de 2011   | Smash.22       |
| Dave Finlay | 1           | StarBuck                       | 24 de noviembre de 2011 | Smash.23       |
| Vacante     | N/A         | Por decisión de Finlay.        | 19 de febrero de 2012   | Smash.25       |
| Desactivado | N/A         | Debido al cierre de la empresa | 14 de marzo de 2012     | Smash.Final    |

### SMASH Divas Championship
El SMASH Divas Championship o Campeonato de Divas de SMASH fue un campeonato exclusivo de las luchadoras de la empresa.

## Torneo
El torneo para coronar a la primera campeona tuvo lugar en 4 eventos en 3 meses. La primera ronda se celebró en Smash.18 (9 de junio) y Smash.19 (15 de julio), la semifinal en Smash.20  (11 de agosto) y la final en Smash.21 (8 de septiembre). 
El desarrollo del torneo fue el siguiente:
|  | Ronda 1       | Ronda 1           | Ronda 1       |        |        | Semifinales | Semifinales | Semifinales |  |        | Final      | Final      | Final      |  |
|  | (Smash.18–19) | (Smash.18–19)     | (Smash.18–19) |        |        | (Smash.20)  | (Smash.20)  | (Smash.20)  |  |        | (Smash.21) | (Smash.21) | (Smash.21) |  |
|  |               |                   |               |        |        |             |             |             |  |        |            |            |            |  |
|  |               |                   |               |        |        |             |             |             |  |        |            |            |            |  |
|  | 1             | Makoto            | Pin           |        |        |             |             |             |  |        |            |            |            |  |
|  | 1             | Makoto            | Pin           |        |        |             |             |             |  |        |            |            |            |  |
|  | 8             | Chii Tomiya       | 3:59          |        |        |             |             |             |  |        |            |            |            |  |
|  | 8             | Chii Tomiya       | 3:59          |        | Makoto | Makoto      | 13:10       |             |  |        |            |            |            |  |
|  |               |                   |               |        | Makoto | Makoto      | 13:10       |             |  |        |            |            |            |  |
|  |               |                   | Serena        | Serena | Pin    |             |             |             |  |        |            |            |            |  |
|  | 5             | Serena            | Serena        | Serena | Pin    | Pin         |             |             |  |        |            |            |            |  |
|  | 5             | Serena            |               |        |        |             |             |             |  |        |            |            |            |  |
|  | 4             | Tomoka Nakagawa   | 11:24         |        |        |             |             |             |  |        |            |            |            |  |
|  | 4             | Tomoka Nakagawa   | 11:24         |        |        |             |             |             |  | Serena | Serena     | 12:05      |            |  |
|  |               |                   |               |        |        |             |             |             |  | Serena | Serena     | 12:05      |            |  |
|  |               |                   | Kana          | Kana   | Pin    |             |             |             |  |        |            |            |            |  |
|  | 3             | Syuri             | Kana          | Kana   | Pin    | Pin         |             |             |  |        |            |            |            |  |
|  | 3             | Syuri             |               |        |        |             |             |             |  |        |            |            |            |  |
|  | 6             | Hikaru Shida      | 11:24         |        |        |             |             |             |  |        |            |            |            |  |
|  | 6             | Hikaru Shida      | 11:24         |        | Syuri  | Syuri       | 13:25       |             |  |        |            |            |            |  |
|  |               |                   |               |        | Syuri  | Syuri       | 13:25       |             |  |        |            |            |            |  |
|  |               |                   | Kana          | Kana   | Sub    |             |             |             |  |        |            |            |            |  |
|  | 7             | Kana              | Kana          | Kana   | Sub    | Sub         |             |             |  |        |            |            |            |  |
|  | 7             | Kana              |               |        |        |             |             |             |  |        |            |            |            |  |
|  | 2             | Lin "Bitch" Byron | 8:51          |        |        |             |             |             |  |        |            |            |            |  |
|  | 2             | Lin "Bitch" Byron | 8:51          |        |        |             |             |             |  |        |            |            |            |  |
|  |               |                   |               |        |        |             |             |             |  |        |            |            |            |  |

## Lista de campeonas
| Luchador:       | Reinado N°: | Derrotó a:                     | Fecha:                  | Show o Evento: |
| --------------- | ----------- | ------------------------------ | ----------------------- | -------------- |
| Kana            | 1           | Serena                         | 9 de septiembre de 2011 | Smash.21       |
| Tomoka Nakagawa | 1           | Kana                           | 24 de noviembre de 2011 | Smash.23       |
| Kana            | 2           | Tomoka Nakagawe                | 19 de enero de 2012     | We Are Smash   |
| Syuri           | 1           | Kana                           | 19 de febrero de 2012   | Smash.25       |
| Desactivado     | N/A         | Debido al cierre de la empresa | 14 de marzo de 2012     | Smash.Final    |